# Aloisio Lima

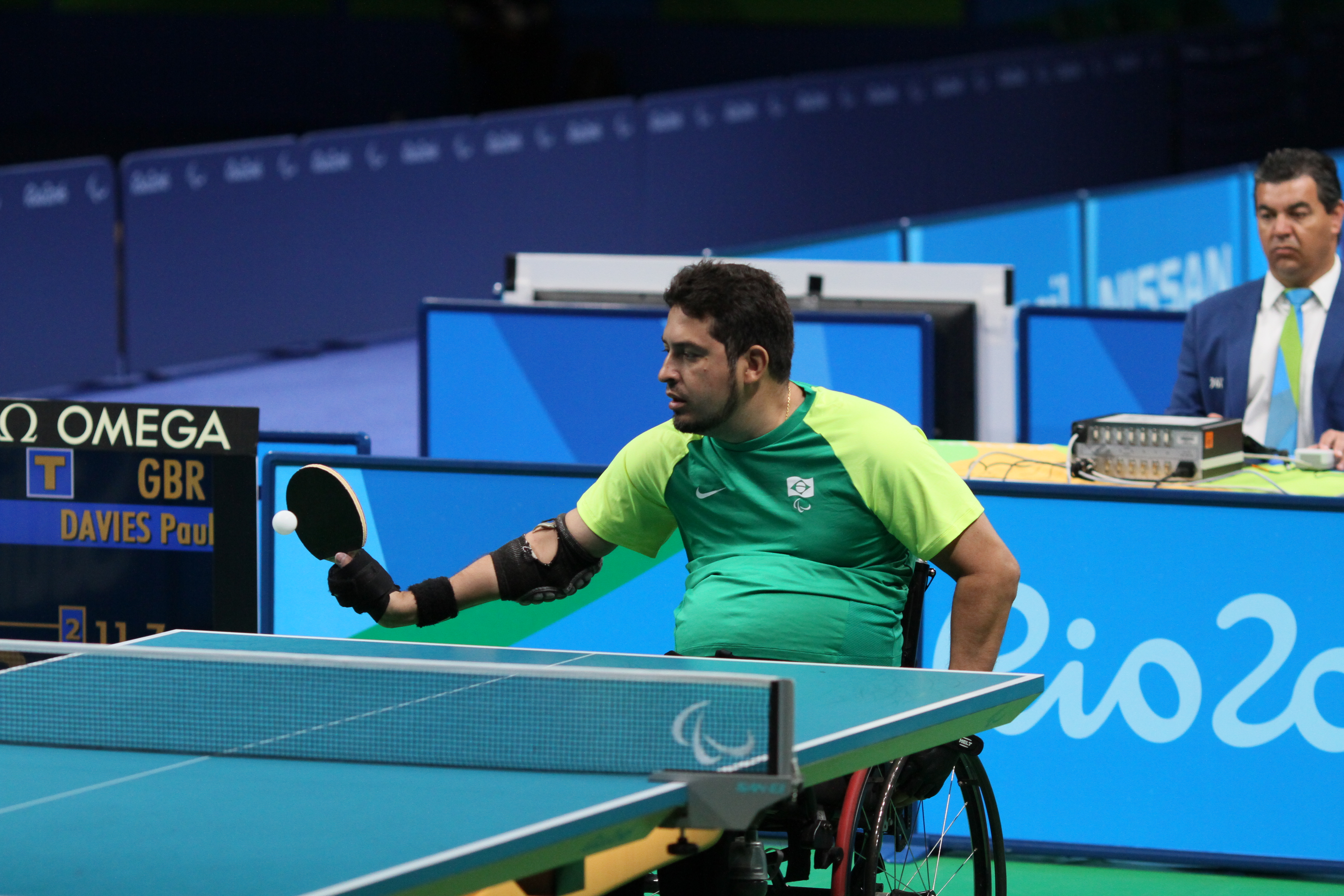
Aloisio Lima, nos Jogos Paralimpícos de Verão de 2016 no Brasil.

Aloisio Alves de Lima Júnior (Brasília, 13 de setembro de 1973) é um mesatenista paralímpico brasileiro. Conquistou a medalha de bronze nos Jogos Paralímpicos de Verão de 2016 no Rio de Janeiro, representando seu país na categoria classes 1-2 por equipes masculino.

## Início da carreira
Após ficar tetraplégico em 2003, após um acidente de rapel, Aloísio usou o tênis de mesa como parte da reabilitação. Aí começava uma carreira vitoriosa e recheada de conquistas. 

## Jogos Pan-Americanos
Foi medalhista de ouro na C1 no tênis de mesa, no Parapan-Americano de Toronto em 2015, no Canadá. 
Foi medalhista de prata na C1 no tênis de mesa nos jogos Parapan-Americanos de Lima em 2019, no Peru. Conquistou ao lado de Guilherme Costa e Iranildo Espíndola a medalha de ouro por equipes nas classes C1-2, ao derrotarem o time chileno por 2 a 1.

## Mundial de tênis de mesa China 2014
Foi medalhista de bronze por equipes. 

## Medalha roubada
Aloísio teve a sua medalha de bronze olímpica roubada após a sua casa ter sido furtada no dia 17 de abril de 2017. 